# 森格萊阿
森格萊阿，是馬耳他的市镇，位於馬爾他島東部，處於首都瓦萊塔以東7公里。市镇面積为0.2平方公里，2019年人口数量为2,720人。虽然森格萊阿的人口数量在马耳他市镇中排名第52位，但由于其极为狭小的面积，其人口密度仅次于斯利馬。

## 外部連結
- 官方网站  （马耳他文） （英文）
- 马耳他三姐妹城自由行攻略：区域简介、交通攻略、景点推荐（页面存档备份，存于）